# Friedrich Wilhelm Magnus von Weymarn

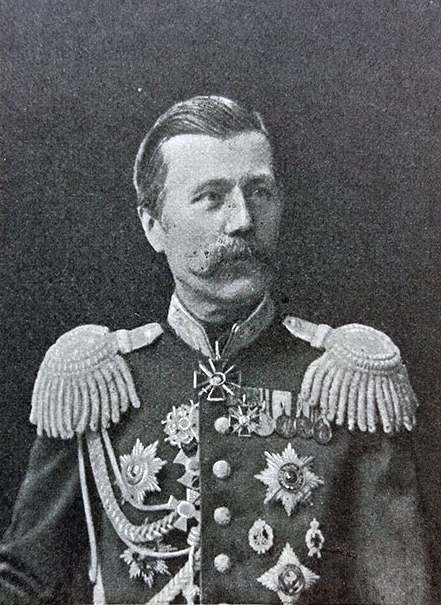
Wilhelm von Weymarn

Friedrich Wilhelm Magnus von Weymarn (russisch: Веймарн, Фёдор Петрович  * 16. März 1831 in Sankt Petersburg; † 20. April 1913 in Reval) war ein russischer General der Infanterie, der aus einem deutsch-baltischen Adelsgeschlecht stammte.

## Leben

### Herkunft
Weymarn hörte auf den Rufnamen Wilhelm und entstammte dem Adelsgeschlecht von Weymarn, welches seit dem 17. Jahrhundert im Baltikum ansässig war. Mehrere Familienangehörige standen in russischen und schwedischen Diensten. Sein Vater war der russische Generalleutnant Wilhelm Peter Jost von Weymarn (1793–1846), der mit Christina Augusta Anna von Lüder verheiratet war.

### Militärkarriere
Weymarns militärische Laufbahn begann im Sankt Petersburger Pagenkorps. 1848 diente er als Fähnrich im Preobraschensker Leib-Garderegiment und wurde 1850 zum Leutnant befördert. Für seinen Kriegseinsatz von 1854 bis 1855 wurde er ausgezeichnet und zum Hauptmann befördert. 1856 wurde er Personalchef für das Garde-Reserve-Korps, 1857 übernahm er den Posten als Quartiermeister der 3. Garde-Infanterie-Division. 1862 übernahm er als Oberst den Dienstposten des Stabschefs in der 3. Garde-Infanterie-Division. Es folgte 1864 die Verwendung als Chef des Stabes in der Warschauer Garde Abteilung und im gleichen Jahr wurde er zum Flügeladjutanten Seiner Majestät berufen.
1866 wurde er zum Generalmajor befördert und war bis 1869 Stabschef des Finnländischen Militärbezirks. 1877 übernahm er das Kommando über die 7. Infanterie-Division und ab 1879 führte er die 8. Infanterie-Division mit gleichzeitiger Beförderung zum Generalleutnant. Sein letzter Dienstgrad war General der Infanterie. Nach seiner Verabschiedung setzte er sich auf seinem Besitz in Hark (Estland) nieder.

## Orden und Ehrenzeichen
Ihm wurden folgende russische Orden verliehen:
- 1855 „Goldene Schwert“ mit der Inschrift „Für Tapferkeit“
- 1872 Sankt-Stanislaus-Orden I. Klasse
- 1875 Russischer Orden der Heiligen Anna I. Klasse
- 1877 Orden des Heiligen Wladimir II. Klasse mit Schwertern
- 1882 Kaiserlich-Königlicher Orden vom Weißen Adler

Ausländische Orden waren:
- 1863 Kronenorden II. Klasse (Preußen)
- 1864 Roter Adlerorden II. Klasse (Preußen)
- 1872 Hausorden vom Weißen Falken (Sachsen-Weimar-Eisenach)
- 1874 Franz-Joseph-Orden (Österreich)

## Familie
Wilhelm von Weymarn heiratete 1866 in erster Ehe Johanna Antonie Auguste Formes (1834–1888) und 1889 in zweiter Ehe Marie Charlotte Christine von Weymarn (Tochter seines Bruders Constantin Johann Wilhelm Leo von Weymarn (1829–1881)), aus dieser zweiten Ehe gingen hervor:
- Nikolaus Wilhelm (* 1890 in Niederlößnitz; † 1949 in Göppingen), Versicherungsvertreter ⚭ Angelika Härms
- Bernhard Boris (* 1892; † 1892)
- Konstantin (* 1894 in Obermais), Dr. med. in Dresden ⚭ Elfriede Agnes Pechwell (* 1901)
- Margarethe (* 1896 in Hark, Estland)
- Alexander (* 1899; † 1972 in Genf), Pressechef des Weltkirchenrats in Genf ⚭ Louise Philippine Haessel (geschieden)
- Wilhelm Basil (* 1900 in Harku, Estland; † 1920 in Lettland)
- Natalie Julie (* 1902 in Harku)

Sein älterer Bruder Alexander begründete später das Fürstenhaus Barclay de Tolly-Weymarn.
Sowohl seine erste Frau, als auch der mit nur 17 Tagen früh verstorbene Sohn Bernhard, wurden im Erbbegräbnis seines Cousins, Johann von Armstrong, auf dem Inneren Neustädter Friedhof in Dresden bestattet.